# Urška Žigart
Urška Žigart (Slovenska Bistrica, 4 dicembre 1996) è una ciclista su strada slovena che corre per il team AG Insurance-Soudal. Attiva tra le Elite dal 2015, ha vinto cinque titoli nazionali, uno in linea e quattro a cronometro.

## Carriera
Urška Žigart debutta come Elite con la BTC City Ljubljana nel 2015, anno in cui termina nona il campionato nazionale in linea. L'anno successivo partecipa ad alcune corse senza ottenere particolari risultati, eccetto ai campionati nazionali: conclude terza la prova a cronometro, sesta la prova in linea.
Nel 2018, dopo buoni risultati ai campionati nazionali (quarta a cronometro, quinta in linea), prende parte al Giro d'Italia: ottiene come miglior piazzamento un ventisettesimo posto nella cronoscalata; conclude la manifestazione al 63º posto. Nel 2019, migliora i propri piazzamenti ai campionati nazionali: riesce a salire sul podio in entrambe le prove, chiudendo, terza, sia la prova in linea, sia la prova a cronometro. Al Giro d'Italia chiude la manifestazione in 50ª posizione; è inoltre settima alla Vuelta a Burgos a tappe.
Nel 2020 passa alla nuova Alé BTC Ljubljana. Alla ripresa delle corse dopo la pandemia di COVID-19, chiude terza nella prova in linea del campionato nazionale e conquista la prima vittoria in carriera, vincendo il titolo a cronometro; conclude poi decima al Tour de l'Ardèche. Nel maggio 2021 si impone in una frazione della Setmana Ciclista Valenciana, è poi terza nel campionato nazionale a cronometro e quarta in quello in linea.

## Vita privata
Vive nel Principato di Monaco con il suo compagno, il ciclista sloveno Tadej Pogačar.

## Palmarès
- 2020 (Alé BTC Ljubljana, una vittoria)

Campionati sloveni, Prova a cronometro
- 2021 (Team BikeExchange, una vittoria)

4ª tappa Setmana Ciclista Valenciana (Finestrat > Alicante)
- 2022 (Team BikeExchange-Jayco, una vittoria)

Campionati sloveni, Prova a cronometro
- 2023 (Team Jayco AlUla, una vittoria)

Campionati sloveni, Prova a cronometro
- 2024 (Liv AlUla Jayco, due vittorie)

Campionati sloveni, Prova a cronometro
Campionati sloveni, Prova in linea

## Piazzamenti

### Grandi Giri
- Giro d'Italia

2018: 63ª
2019: 50ª
2020: 78ª
2023: ritirata (6ª tappa)
2024: 12ª
2025: 9ª
- Tour de France

2022: 29ª
- Vuelta a España

2023: 40ª

### Competizioni mondiali
- Campionati del mondo

Innsbruck 2018 - In linea Elite: 67ª
Yorkshire 2019 - In linea Elite: ritirata
Imola 2020 - In linea Elite: 105ª
Fiandre 2021 - In linea Elite: ritirata
Wollongong 2022 - Cronometro Elite: 28ª
Glasgow 2023 - Cronometro Elite: 29ª
Glasgow 2023 - In linea Elite: ritirata
Zurigo 2024 - Cronometro Elite: 17ª
Zurigo 2024 - In linea Elite: 24ª

### Competizioni continentali
- Campionati europei

Herning 2017 - Cronometro Under-23: 21ª
Herning  2017 - In linea Under-23: 34ª
Plouay 2020 - Cronometro Elite: 23ª
Plouay 2020 - In linea Elite: ritirata
Trento 2021 - In linea Elite: 23ª
Monaco di Baviera 2022 - In linea Elite: 76ª